# 庫珀 (德克薩斯州)
庫珀（英語：Cooper）是一個位於美國德克薩斯州德爾塔縣的城市。根據2010年美國人口普查，該地共人口1969人，而該地的面積約為3.90平方千米。同時該地也是德爾塔縣的縣治。

## 地理
庫珀的座標為33°22′22″N 95°41′21″W / 33.37278°N 95.68917°W，而該地的平均海拔高度為147米（即482英尺）。